# Мечеть Аль-Хакім

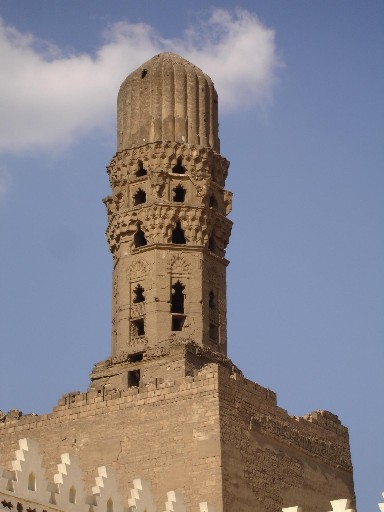
Мінарет мечеті

Мече́ть аль-Хакі́ма (араб. الجامع الانور) — мечеть в Каїрі, що розташована недалеко від ворот Баб аль-Футух. Друга по розміру мечеть часів династії Фатимідів. 
У різний час мечеть використовувалася як в'язниця, стайня, склад, музей, школа та футбольне поле. .

## Історія
Названа в честі фатимідського халіфа Абу-Алі Мансур аль-Хакім бі-Амрі-Алла. Спочатку знаходилася ззовні закритого міста Бадр аль-Гамалі, але згодом вона була обнесена замковою стіною при реконструкції укріплення .
За часи полководця Салах ед Діна в мечеті знаходилися полонені хрестоносці, а також стайня.
У період Єгипетська кампанія Наполеона перетворена на склад зброї та набоїв.
Після проголошення незалежності Єгипту, під час президентства Ґамаль Абдель Насера, в мечеті організували школу.
У 1980-х, після реставрації, мечеть знову стала релігійним об'єктом . Мечеть покрили білим мармуром та золотом, оздобленням зайнявся Саєд Мухаммед Бурхануддін, голова Давуд Богра, міжнародної секти Ісмаїлітів, що базується в Індії. Залишки оригінального оздоблення, включаючи особливу різьбу, бруси, та написи з Корану, були відновлені як частина реконструкції. Мінарети мечеті Аль-Хакім вважаються найстарішими в Єгипті. Висота північного мінарета - 33,7 метра, а південного - 24,7 метра.

## Архітектура
Архітектура мечеті Аль-Хакім відповідає ранньо-ісламському стилю, та схожа на мечеть Ібн Тулуна (за формою) і мечеть Аль-Азхара (по просторовій конфігурації). Основний матеріал будівлі - цегла, мінарети виконані з камню . Навколо центрального двору розташовано чотири молитовних зала, найбільший з яких спрямована у бік Мекки . Вхід в мечеть унікально оздобленний і має вигляд масивно виступаючого кам'яного ганку . Усередині над виходом розташована табличка з ім'ям Аль-Хакіма. Підлога мечеті викладена полірованим мармуром .

## Галерея

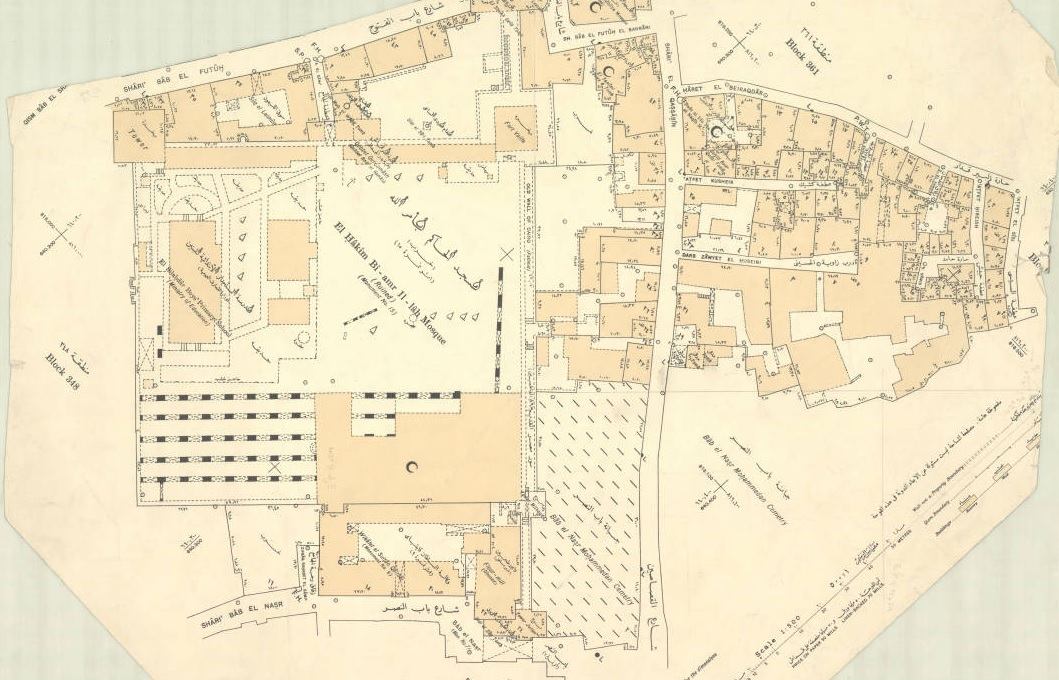
Карта мечеті Аль-Хакім
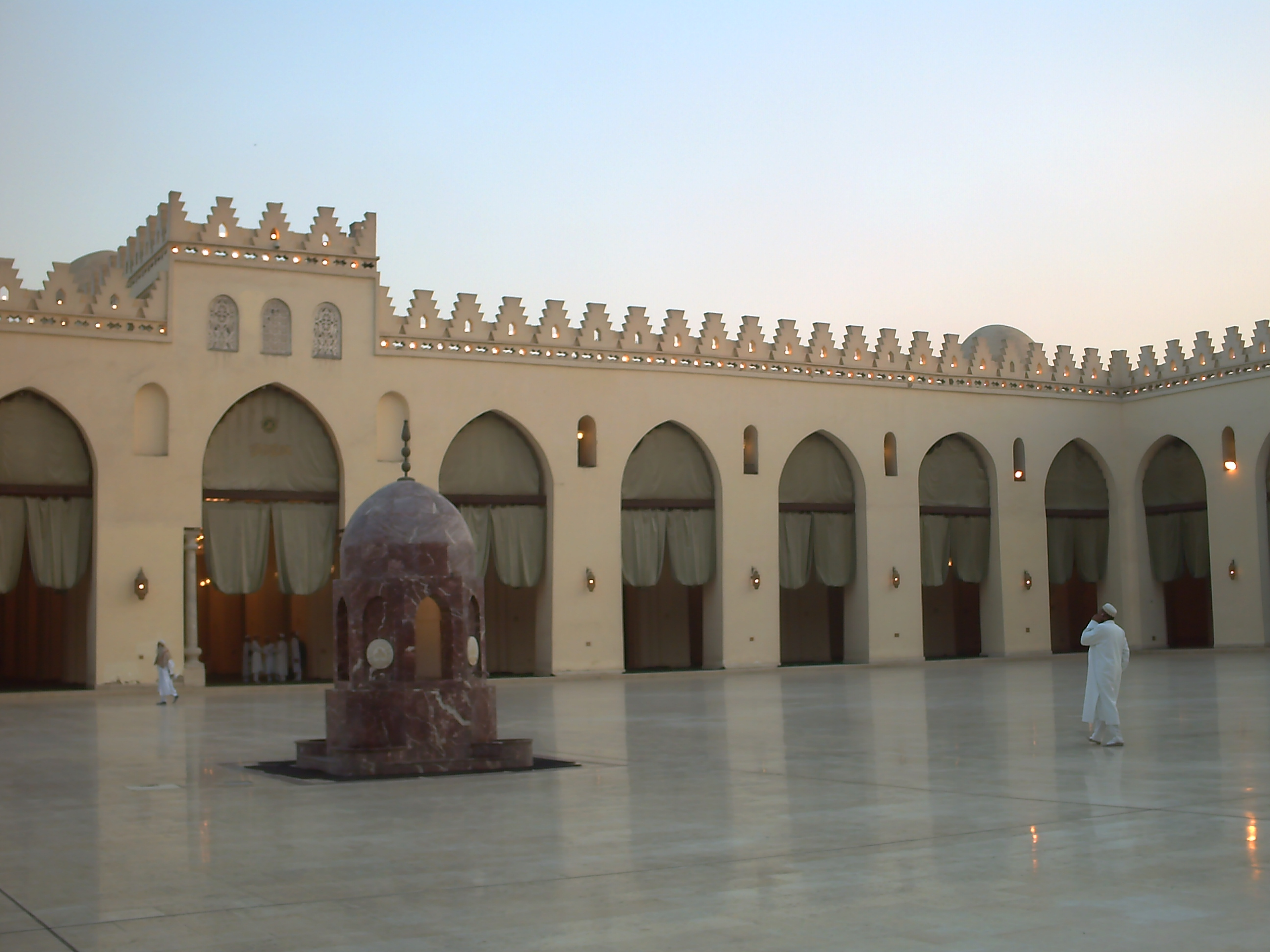
Подвір'я мечеті
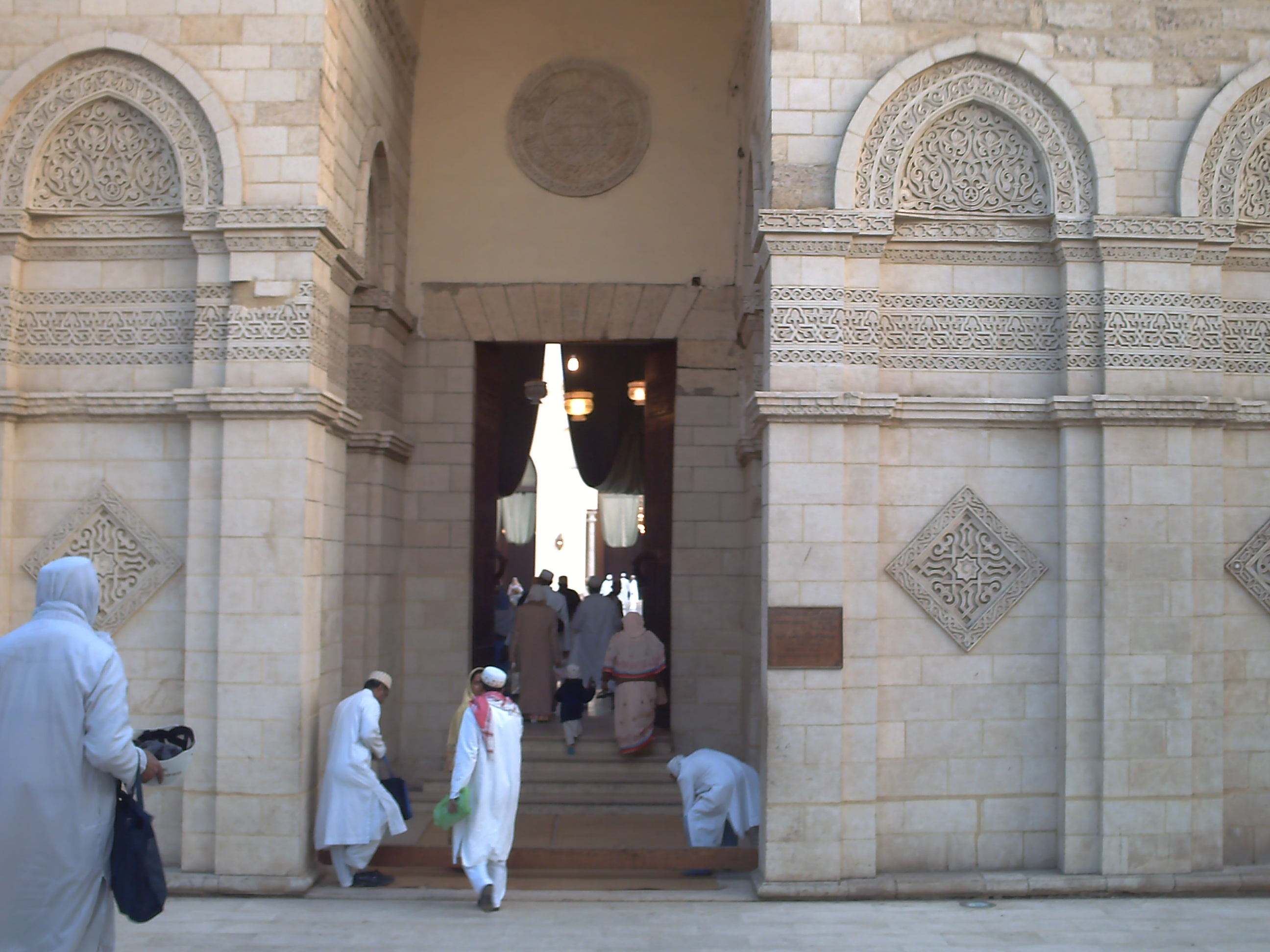
Вхід в мечеть
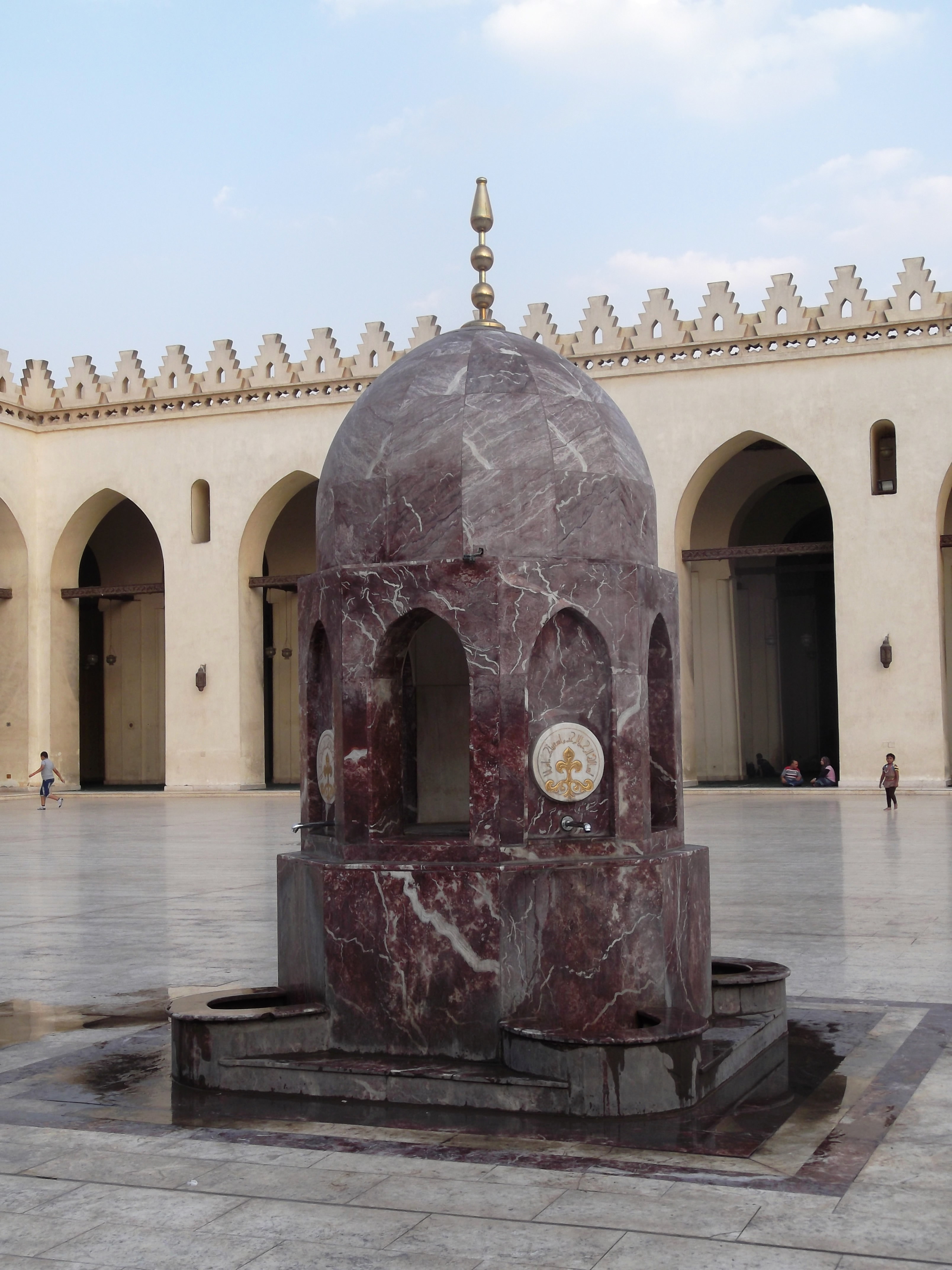
Фонтан
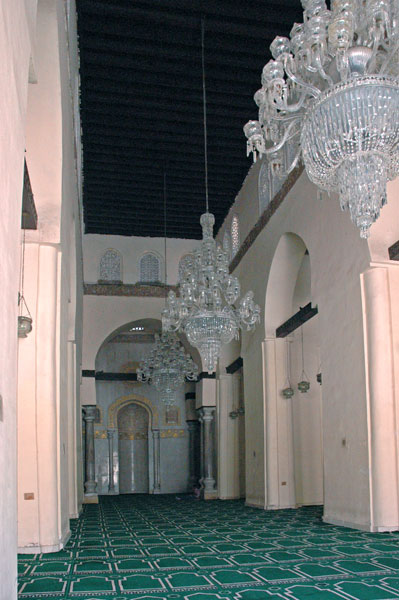
Головний міхраб
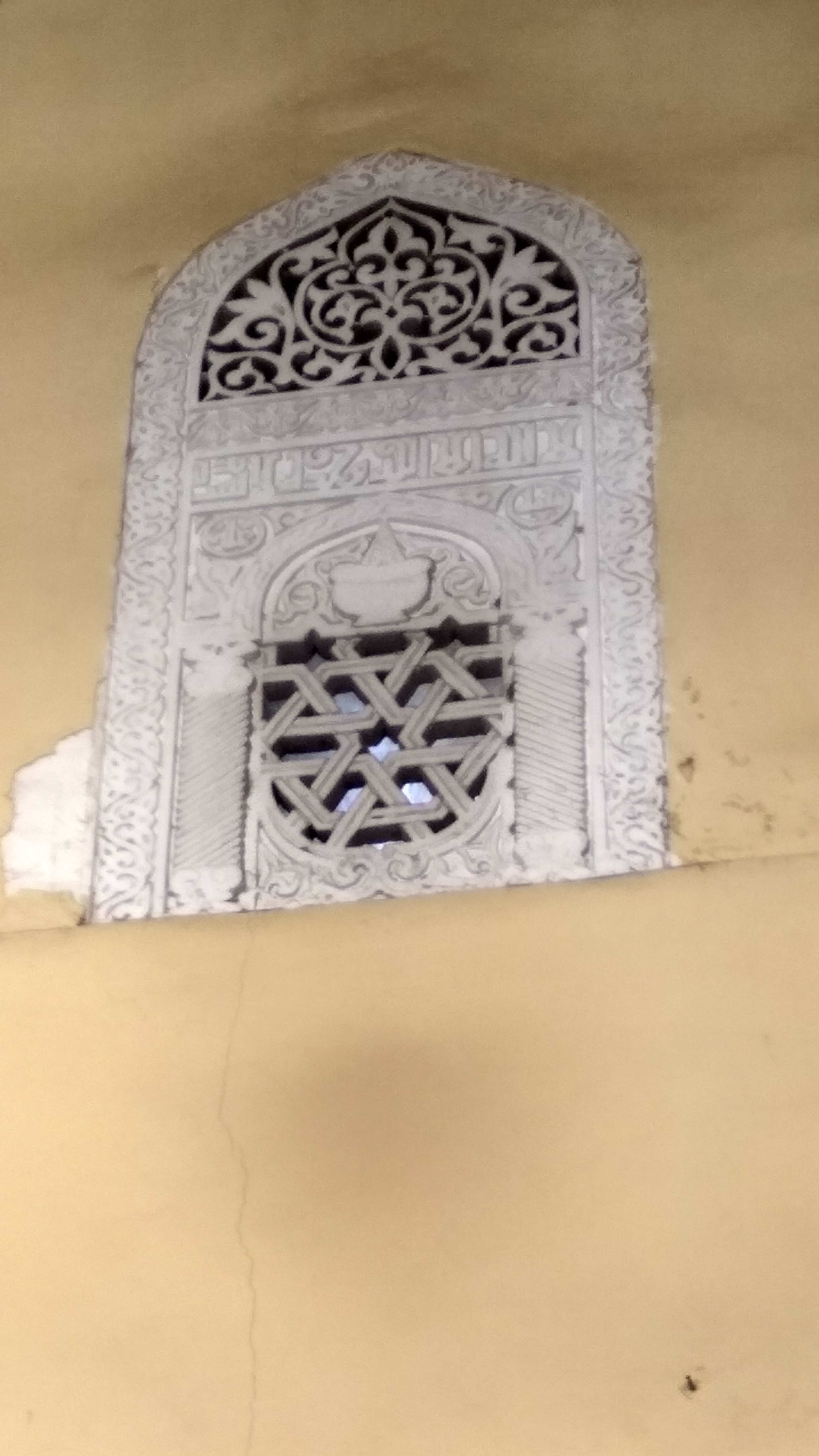
Вікно Анвар